# گورستان میان رود
گورستان میان رود در شهرستان رضوانشهر، بخش پره سر، روستای میان رود واقع شده و این اثر در تاریخ ۲۷ بهمن ۱۳۸۲ با شمارهٔ ثبت ۱۰۹۳۵ به‌عنوان یکی از آثار ملی ایران به ثبت رسیده است.